# GNV Cristal
Die GNV Cristal ist ein RoPax-Schiff der italienischen Reederei Grandi Navi Veloci.

## Geschichte
Das Schiff wurde für Olau Line auf der Schichau Seebeckswerft in Bremerhaven gebaut und nahm seinen Betrieb am 4. Oktober 1989 als Fähre über den Ärmelkanal zwischen Sheerness und Vlissingen auf.
Im April 1994 wurde das Schiff an P&O Ferries verchartert. P&O Ferries setzte die Fähre als Pride of Le Havre unter britischer Flagge zwischen Le Havre und Portsmouth ein.
Im November 2005 wurde die Pride of Le Havre an die italienische Reederei SNAV verkauft. Am 30. Dezember 2005 wurde das Schiff in SNAV Sardegna umbenannt, fuhr aber noch unter britischer Flagge. Am 5. Januar 2006 machte sich die Fähre auf den Weg von Falmouth nach Neapel. Am 27. März 2006 wurde sie unter italienische Flagge gebracht und im Mai 2006 zwischen Neapel und Palermo in Dienst gestellt.
Im Februar 2017 ging das Schiff in den Besitz von Grandi Navi Veloci über und wurde in GNV Cristal umbenannt.

## Ausstattung
An Bord der GNV Cristal befinden sich eine Snackbar, ein Einkaufsladen, eine Pizzeria, ein Restaurant à la Carte und ein Kinderspielraum.

## Schwesterschiffe
Die GNV Cristal hat drei Schwesterschiffe, die Princess Seaways, die King Seaways und die GNV Atlas.